# Anselm Casimir Wambolt von Umstadt
Anselm Casimir Wambolt von Umstadt autrefois Anselme d'Ulmstatt (né le 30 novembre 1579, mort le 9 octobre 1647) fut archevêque et prince-électeur de Mayence de 1629 à 1647. À ce titre, il était également archichancelier du Saint-Empire romain germanique.

## Biographie
Ses parents furent Eberhard Wambolt von Umstadt et Anna von Reiffenberg. Son père fut assesseur au Reichskammergericht de 1573 à 1587 à Spire, puis au Conseil aulique de 1588 à sa mort en 1601. En 1581, il passa du calvinisme au catholicisme.
Anselm Casimir Wambolt von Umstadt naquit probablement à Spire. Il reçut son éducation chez les jésuites, soit à Spire, soit à Prague.
En 1596, il fut accueilli dans l'abbaye de la cathédrale de Mayence et s'établit dans cette ville. Parallèlement, il étudia au Collegium Germanicum de Rome (1596-1597), à Wurzbourg de 1597 à 1599. En 1599, il commença des études de théologies de trois ans à Rome. En 1604, il acheva ses études de théologie et revint à Mayence. Le 22 mai 1605, il devint diacre du chapitre de la cathédrale de Mayence. Il étudia ensuite le droit pendant deux ans à Padoue. En 1608, il fut appelé au conseil de la cour de l'archevêque Johann Schweikhard von Kronberg, conseil qu'il présida de 1609 à 1618. En 1610 il fut accepté dans l'abbaye Saint-Alban devant Mayence.
L'archevêque l'envoya plusieurs fois auprès de la Ligue catholique ou en tant qu'archichancelier à Salzbourg en 1609, en mission de recatholisation à Eichsfeld en 1610, à la réunion des princes-électeurs de Nuremberg en 1611, à Prague en 1612 et à Fulda en 1613. Il acquit ainsi une grande confiance au sein du chapitre, qui l'élit haut fonctionnaire de Mombach en 1619. Il garda cette fonction jusqu'en 1629.
Il fut également nommé gouverneur entre 1620 et 1624, puis à nouveau en 1627, en l'absence de l'archevêque. En 1621, il devint commissaire pour la guerre. De 1620 à 1622, il fut également recteur de l'université de Mayence. Sa carrière rapide conduisit toutefois à des rapports tendus avec l'archevêque qui fit en sorte dès 1626 qu'il ne soit plus au service de la Cour.
Le 6 juillet 1629, l'archevêque mourut. Wambolt von Umstadt remporta l'élection du 6 août contre de nombreux concurrents. Son élection apparut comme une défaite pour les Habsbourg. La curie romaine confirma l'élection le 28 janvier 1630 et lui remirent le pallium le 18 février. Lors de la diète de 1630 à Ratisbonne, Anselm Wambolt von Umstadt - qui était fortement sous l'influence du prieur de la cathédrale et président du conseil de la cour Johann Reinhard von Metternich (de) (Jean Reinhardt de Metternich) - changea de ligne politique pour adopter une ligne pro-impériale.
Après la victoire de Tilly à Breitenfeld, Gustave II Adolphe de Suède se retira en direction de Mayence. Il prit la ville à Noël 1631, mais Wambolt von Umstadt avait déjà fui à Cologne avec une grande partie de la noblesse. Ce fut seulement après le retrait de la garnison suédoise de 3 000 hommes en décembre 1635 que l'archevêque put revenir à Mayence (il arriva le 22 juin 1636). Le 22 décembre 1636, il couronna le nouvel empereur Ferdinand III à Ratisbonne.
Sur son territoire, il adopta une ligne de politique religieuse extrêmement dure. Les nouveaux citoyens protestants qui s'étaient établis à Mayence pendant l'occupation suédoise furent forcés de se convertir au catholicisme.
Au niveau de la politique de l'Empire, il montra également une grande intransigeance. Il fut l'un des plus ardents défenseurs des positions catholiques lors des négociations de paix. Son attachement aux vues hispano-impériales contribua à retarder la conclusion du traité de Westphalie. Peu avant 1644, les troupes françaises avaient envahi la ville et Wambolt von Umstadt avait dû à nouveau fuir, cette fois vers Francfort-sur-le-Main. Bien qu'il eût conclu un traité de paix et de neutralité avec les Français en 1637, il ne put jamais revenir à Mayence. Il mourut en effet le 9 octobre 1647 à Francfort.

## Sources
- (de) Cet article est partiellement ou en totalité issu de l’article de Wikipédia en allemand intitulé « Anselm Casimir Wambolt von Umstadt » (voir la liste des auteurs).